# Левин, Анатолий Яковлевич
Анатолий Яковлевич Левин (2 [15] апреля 1909, Москва — 1991) — советский авиационный инженер-конструктор, создатель самолётов «Ил», лауреат Сталинской и Ленинской премий.

## Биография

### Образование и работа в авиационной промышленности
Анатолий Левин родился 12 апреля 1909 года в Москве. В 1930 году он окончил Московский авиационный институт.
В 1929—1933 годах работал в ЦАГИ в должностях конструктора, начальника секции, инженера-конструктора.
С 1933 года начал работать в ЦКБ при заводе № 39 в должности инженера-конструктора. Впоследствии в ОКБ С. В. Ильюшина прошёл трудовой путь до начальника отделения.
Левин — автор и соавтор 30 изобретений, среди которых первая в мире электроимпульсная противообледенительная система на самолётах Ил-86 и Ил-96-300.

### Смерть
Анатолий Яковлевич Левин умер в 1991 году (по-видимому, в Москве).

### Семья
Сын — Игорь Анатольевич Левин (25.06.1939). Доктор технических наук, с 1987 по 1991 годы возглавлял Инновационный центр при Правительстве СССР.

## Награды и звания
- Сталинская премия (1952) — за участие в работах по созданию фронтового бомбардировщика Ил-28
- Ленинская премия (1960) — за разработку и создание пассажирского самолёта Ил-18
- Награждён орденами: Ленина (1969), Красной Звезды (1941, 1944), Трудового Красного Знамени (1938, 1944, 1957, 1976, 1981)[6]
- Медали: За оборону Москвы (1945), За доблестный труд в годы войны (1945), В память 800-летия Москвы (1948), За доблестный труд — в ознаменование 100-летия со дня рождения В. И. Ленина (1970), 30 лет победы в ВОВ 1941—1945 (1975), Ветеран труда (1975)[6]
- Почётный авиастроитель СССР (1983)
- Бронзовая медаль ВДНХ (1968)[6]